# یزدآباد (اصفهان)
یزدآباد (اصفهان)، محله ای از توابع فلاورجان  در استان اصفهان ایران است.
این محله امروزه به نام شهر ابریشم معروف است و با نام شهر ابریشم اصفهان شناخته می‌شود. 

## جمعیت
این روستا  آمار ایران در سال ۱۳۸۵، جمعیت آن  10 هزار بوده‌است.